# التوجنة (جبلة)

تعديل مصدري - تعديل

التوجنة محلة تابعة لقرية الاكامة، التابعة لعزلة وراف بمديرية جبلة إحدى مديريات محافظة إب في الجمهورية اليمنية، بلغ تعداد سكانها 513 حسب تعداد اليمن لعام 2004.